# 工人新村北村街道
北村街道或称工人新村北村街道，是中华人民共和国山東省济南市天桥区下辖的一个乡镇级行政单位。

## 行政区划
北村街道下辖以下地区：
标山中路社区、北村东区社区、北村西区社区、毕家洼社区和毕家洼西区社区居委。

## 人口
2010年中国第六次人口普查时，工人新村北村街道共有人口26622人。共有家庭9729户，平均每户2.56人。14岁以下的少年儿童共2847人，占总人口10.69%；15-64岁人口共20576人，占总人口77.28%；65岁及以上的老年人共3199人，占总人口的12.01%。男性共计12679人，占总人口47.62%；女性共计13943，占总人口52.37%。本地居住的人口中，拥有本地户籍的人口为20149人，占75.68%。